# UCI America Tour 2016
L'UCI America Tour 2016 fu la dodicesima edizione dell'UCI America Tour, uno dei cinque circuiti continentali di ciclismo dell'Unione Ciclistica Internazionale, composto da ventisette corse che si disputarono tra gennaio e settembre 2016 nel continente americano.

## Calendario

### Gennaio
| Data  | Prova                          | Cat. | Vincitore        | Squadra       |
| ----- | ------------------------------ | ---- | ---------------- | ------------- |
| 8-17  | Vuelta al Táchira en Bicicleta | 2.2  | Joseph Chavarría | Nestlé-Giant  |
| 18-24 | Tour de San Luis (2016)        | 2.1  | Dayer Quintana   | Movistar Team |

### Febbraio
| Data | Prova                                              | Cat. | Vincitore      | Squadra           |
| ---- | -------------------------------------------------- | ---- | -------------- | ----------------- |
| 27-5 | Vuelta Independencia Nacional Republica Dominicana | 2.2  | Ismael Sánchez | Aero Cycling Team |

### Marzo
| Data  | Prova                                    | Cat. | Vincitore   | Squadra            |
| ----- | ---------------------------------------- | ---- | ----------- | ------------------ |
| 18-27 | Vuelta Ciclista del Uruguay - 73 Edición | 2.2  | Nestor Pias | Schneck Alas Rojas |

### Aprile
| Data  | Prova                                               | Cat. | Vincitore       | Squadra                      |
| ----- | --------------------------------------------------- | ---- | --------------- | ---------------------------- |
| 6-10  | Volta Ciclística Internacional do Rio Grande do Sul | 2.2  | Murilo Affonso  | Funvic Soul Cycles-Carrefour |
| 21-24 | Joe Martin Stage Race                               | 2.2  | Neilson Powless | Axeon-Hagens Berman          |

### Maggio
| Data  | Prova                                         | Cat. | Vincitore                   | Squadra                         |
| ----- | --------------------------------------------- | ---- | --------------------------- | ------------------------------- |
| 4-8   | Silver City's Tour of the Gila                | 2.2  | Lachlan David Morton        | Jelly Belly presented by Maxxis |
| 15-22 | Amgen Tour of California (2016)               | 2.HC | Julian Alaphilippe          | Etixx-Quick Step                |
| 18-22 | Tour do Rio                                   | 2.2  | annullato                   | annullato                       |
| 19    | Campionati panamericani - Cronometro Under-23 | CC   | José Luis Rodríguez Aguilar | Cile                            |
| 19    | Campionati panamericani - Cronometro          | CC   | Walter Vargas               | Colombia                        |
| 21    | Campionati panamericani - In linea Under-23   | CC   | José Luis Rodríguez Aguilar | Cile                            |
| 22    | Campionati panamericani - In linea            | CC   | Jonathan Caicedo            | Ecuador                         |
| 30    | Winston Salem Cycling Classic (2016)          | 1.1  | Ryan Roth                   | Silber Pro Cycling              |

### Giugno
| Data  | Prova                                             | Cat. | Vincitore       | Squadra                |
| ----- | ------------------------------------------------- | ---- | --------------- | ---------------------- |
| 1-5   | Volta Ciclística Internacional do Paraná          | 2.2  | annullato       | annullato              |
| 5     | Philadelphia International Cycling Classic (2016) | 1.1  | Eduard Prades   | Caja Rural-Seguros RGA |
| 9-12  | Grand Prix Cycliste de Saguenay                   | 2.2  | Ryan Roth       | Silber Pro Cycling     |
| 13-26 | Vuelta a Colombia                                 | 2.2  | Mauricio Ortega | Super Giros-Redetrans  |
| 15-19 | Tour de Beauce                                    | 2.2  | Gregory Daniel  | Axeon-Hagens Berman    |

### Luglio
| Data | Prova                       | Cat. | Vincitore         | Squadra                         |
| ---- | --------------------------- | ---- | ----------------- | ------------------------------- |
| 8-17 | Vuelta Ciclista a Venezuela | 2.2  | Jonathan Monsalve | JHS Aves-Intac                  |
| 10   | White Spot/Delta Road Race  | 1.2  | Ryan Roth         | Silber Pro Cycling              |
| 29-7 | Tour de la Guadeloupe       | 2.2  | Damien Monier     | Bridgestone Anchor Cycling Team |

### Agosto
| Data  | Prova                                   | Cat. | Vincitore            | Squadra                                            |
| ----- | --------------------------------------- | ---- | -------------------- | -------------------------------------------------- |
| 1-7   | The Larry H. Miller Tour of Utah (2016) | 2.HC | Lachlan David Morton | Jelly Belly presented by Maxxis                    |
| 15-21 | USA Pro Cycling Challenge               | 2.HC | annullato            | annullato                                          |
| 31-5  | Tour of Alberta (2016)                  | 2.1  | Robin Carpenter      | Holowesko-Citadel presented by Hincapie Sportswear |

### Settembre
| Data | Prova                    | Cat. | Vincitore   | Squadra                                            |
| ---- | ------------------------ | ---- | ----------- | -------------------------------------------------- |
| 10   | The Reading 120          | 1.2  | Oscar Clark | Holowesko-Citadel presented by Hincapie Sportswear |
| 25   | Copa América de Ciclismo | 1.2  | annullato   | annullato                                          |

### Ottobre
| Data | Prova                  | Cat. | Vincitore     | Squadra     |
| ---- | ---------------------- | ---- | ------------- | ----------- |
| 2    | Tobago Cycling Classic | 1.2  | James Piccoli | individuale |

## Classifiche
A partire dall'edizione in corso vengono inclusi nella classifica anche i ciclisti facenti parte delle formazioni World Tour.
Classifiche finali.
| Pos. | Corridore          | Squadra     | Punti |
| ---- | ------------------ | ----------- | ----- |
| 1    | Greg Van Avermaet  | BMC         | 615   |
| 2    | Julian Alaphilippe | Etixx       | 570   |
| 3    | Jakob Fuglsang     | Astana      | 475   |
| 4    | Rafał Majka        | Tinkoff     | 435   |
| 5    | Fabian Cancellara  | Trek        | 360   |
| 6    | Lachlan Morton     | Jelly Belly | 326   |
| 7    | Rohan Dennis       | BMC         | 295   |
| 8    | Robin Carpenter    | Holowesko   | 277   |
| 9    | Joaquim Rodríguez  | Katusha     | 275   |
| 10   | Chris Froome       | Team Sky    | 270   |

| Pos. | Squadra                      | Punti |
| ---- | ---------------------------- | ----- |
| 1    | Holowesko-Citadel            | 738   |
| 2    | Silber Pro Cycling           | 645   |
| 3    | Axeon-Hagens Berman          | 612   |
| 4    | Jelly Belly p/b Maxxis       | 581   |
| 5    | Rally Cycling                | 541   |
| 6    | Funvic Soul Cycles-Carrefour | 377   |
| 7    | Team Jamis                   | 374   |
| 8    | UnitedHealthcare             | 330   |
| 9    | Movistar Team                | 306   |
| 10   | Strongman Campagnolo-Wilier  | 273   |

| Pos. | Nazione     | Punti  |
| ---- | ----------- | ------ |
| 1    | Colombia    | 2753,5 |
| 2    | Stati Uniti | 1973,5 |
| 3    | Canada      | 1241   |
| 4    | Argentina   | 862,75 |
| 5    | Venezuela   | 721    |
| 6    | Cile        | 497,33 |
| 7    | Messico     | 463    |
| 8    | Costa Rica  | 434    |
| 9    | Brasile     | 423,66 |
| 10   | Ecuador     | 375,75 |